# Première épître à Timothée
La Première épître à Timothée est un livre du Nouveau Testament. Avec la deuxième épître à Timothée et l'épître à Tite, elle fait partie des trois  « épîtres pastorales  » ou « trito-pauliniennes », peut-être dues à des disciples tardifs de  l'apôtre Paul.
Paul avait laissé Timothée à Éphèse, dans l'intention d'y retourner plus tard (1 Ti 3:14). Mais il pensait qu'il risquait d'être retardé. La lettre est adressée au disciple Timothée, peut-être de Macédoine (1 Ti 1:3), pour lui donner des conseils et des encouragements sur l'accomplissement de son ministère.

## Résumé
Après des salutations (1,1-2) et une action de grâce  (1,12-17), Paul adresse à Timothée des conseils et des mises en garde pour la conduite de l'église (3,14-16).

### Conseils et instructions
- Commandements personnels à Timothée (1,18-20 et 4,6-5,2).
- Les prières à Dieu (2,1-7).
- L'attitude des hommes et des femmes (2,8-15).
- Le choix des évêques  (3,1-7) et des diacres (3,8-13).
- À propos des veuves (5,3-16), des anciens (5,17-20) et des esclaves (6,1-2).

### Les mises en garde
- Les faux docteurs (1,3-11; 4,1-5 et 6,3-5).
- Le danger des richesses (6,6-19).

## Authenticité
Seules sept des épîtres attribuées à Paul sont jugées authentiques par la majorité des chercheurs : Rm, 1 Co, 2 Co, Ga, Ph, 1 Th et Phm. On les appelle « épîtres proto-pauliniennes ». Les deux épîtres à Timothée sont considérées comme pseudépigraphes,.